# Agualva (Sintra)
Agualva era una freguesia portuguesa del municipio de Sintra, distrito de Lisboa.

## Historia
Pertenece a la ciudad de Agualva-Cacém y al municipio de Sintra. La freguesia de Agualva fue creada el 3 de julio de 2001, por la ley n.º 18-C/2001, que extinguió la antigua freguesia de Agualva-Cacém y creó las nuevas freguesias de Agualva, Cacém, Mira-Sintra y São Marcos y siendo la mayor de ellas, durante varios años, Agualva fue simplemente una freguesia que actuaba como un suburbio de Lisboa, sin poseer cualquiera de los servicios o equipamientos urbanos que garantizasen la calidad de vida para los habitantes de esta zona de la Gran Lisboa.
Desde 2005 de Agualva es uno de los mejores ejemplos de organización de una freguesia, en el municipio de Sintra, al renovar su estilo urbanístico, creando un mayor número de espacios verdes, favoreciendo así una mejor calidad de vida para la población local. También se tomaron una serie de medidas para la creación de más y mejores servicios, siendo así una de las freguesias de la ciudad de Agualva-Cacém mejor organizadas y funcionales.
Cuenta con muchas escuelas, un departamento de bomberos, una comisaría de policía y un centro de salud, entre otros. Su organización urbanística está muy diversificada visto que desde 2003, esta freguesia está promoviendo una recualificación de sus espacios.
Fue suprimida el 28 de enero de 2013, en aplicación de una resolución de la Asamblea de la República portuguesa promulgada el 16 de enero de 2013 al unirse con la freguesia de Mira-Sintra, formando la nueva freguesia de Agualva e Mira-Sintra.

## Educación
- Escuela secundaria Ferreira Dias
- Escuela Secundaria matias Aires
- Escuela EB1 de Agualva
- Escuela EB1 de Lopas
- Escuela EB1 n.º 4 de Agualva
- Escuela EB1 n.º 3 de Agualva

## Equipamientos lúdicos
- Centro Lúdico de Lopas
- Biblioteca municipal de Agualva Cacém

## Festividades
- Feira de Agualva
- Feira de Maio

## Monumentos
- Palácio da quinta da Fidalga
- Anta de Agulava
- Parque arqueológico do Alto do Colaride